# Poppin' Them Thangs
"Poppin' Them Thangs" is de tweede single van Beg for Mercy, het debuutalbum van Amerikaanse rapgroep G-Unit, bestaande uit rappers 50 Cent, Lloyd Banks, Young Buck en Tony Yayo.
De single werd geproduceerd door topproducers Dr. Dre en Scott Storch. In veel landen werd de track als dubbelsingle uitgebracht met de track "If I Can't", van 50 Cents debuutalbum Get Rich or Die Tryin'. In Nederland werd de track echter wel apart uitgebracht en bereikte de 17e positie.

## Credits[1]
- Geschreven door: C. Jackson, C. Lloyd, D. Brown, A. Young, M. Elizondo, S. Storch
- Geproduceerd door: Dr. Dre & Scott Storch
- Gemixt door: Dr. Dre
- Opgenomen door: Mauricio "Veto" Iragorri
- Geassisteerd door: Rouble Kapoor, Jose Borges & Michael Dobmeier
- Productie coördinator: Larry Chatman
- Keyboards: Scott Storch & Mike Elizondo
- Gitaar: Mike Elizondo

## Hitnoteringen
| Hitlijst           | Hoogste positie |
| ------------------ | --------------- |
| Nederlandse Top 40 | 17              |

| "Poppin' Them Thangs" in de Nederlandse Top 40 | "Poppin' Them Thangs" in de Nederlandse Top 40 | "Poppin' Them Thangs" in de Nederlandse Top 40 | "Poppin' Them Thangs" in de Nederlandse Top 40 | "Poppin' Them Thangs" in de Nederlandse Top 40 | "Poppin' Them Thangs" in de Nederlandse Top 40 | "Poppin' Them Thangs" in de Nederlandse Top 40 | "Poppin' Them Thangs" in de Nederlandse Top 40 | "Poppin' Them Thangs" in de Nederlandse Top 40 |
| Week                                           | 1                                              | 2                                              | 3                                              | 4                                              | 5                                              | 6                                              | 7                                              | 8                                              |
| ---------------------------------------------- | ---------------------------------------------- | ---------------------------------------------- | ---------------------------------------------- | ---------------------------------------------- | ---------------------------------------------- | ---------------------------------------------- | ---------------------------------------------- | ---------------------------------------------- |
| Nummer                                         | 35                                             | 19                                             | 17                                             | 23                                             | 27                                             | 24                                             | 32                                             | uit                                            |